# Talorgan I (król Piktów)
Talorgan I, Talorcen I mac Eanfrith, Talorcan - król Piktów w latach 653-657.
Talorgan był synem Eanfritha, athelinga Bernicji, który jako młodzieniec znalazł schronienie na dworze piktyjskim, kiedy uciekł z kraju po śmierci swego ojca Etelfryda, w obawie przez zemstą jego następcy, Edwina z Deiry. Eanfrith poślubił księżniczkę Piktów, a Talorgan był owocem tego związku.
Królem Piktów Talorgan został w 653 roku. Prawdopodobne jest, że pozostawał w pewnej zależności, lub przynajmniej w sojuszu ze swym potężnym stryjem, Oswiu z Nortumbrii. W 654 roku w bitwie pod Strath Ethairt pokonał i zabił Dúnchada mac Conaing, władcę celtyckiego królestwa Dalriady.
Talorgan zmarł w 657 roku. Po jego śmierci na tronie piktyjskim zasiadł Gartnait mac Donuel z Dalriady.